# Община художников (общество)
«Община художников» — одно из объединений художников Петербурга — Петрограда — Ленинграда, существовавшее в 1908—1930 годах.

## История
Община художников была основана в Санкт-Петербурге в 1908 году группой художников-выпускников Императорской Академии художеств (С. А. Власов, Д. Г. Окроянц, М. Л. Шафран и И. М. Шлуглейт) при поддержке И. Е. Репина. В первом проекте устава Общины художников, поданном в феврале 1906 года в Министерство внутренних дел за подписью С. А. Власова, Д. Г. Окроянца, М. Л. Шафрана и И. М. Шлуглейта, предполагалось создать общество под названием «Народное искусство», но 29 декабря 1909 года был утверждён второй проект устава, согласно которому объединение ставило целью «содействовать развитию и распространению искусства в провинциальных городах России».
Председателями общества были художники Д. Г. Окроянц (1908—1916), в 1920-е годы М. А. Керзин и Т. П. Чернышев. Почётным председателем в 1915 году был избран И. Е. Репин. «Община художников» регулярно устраивала художественные выставки, издавала каталоги.
В 1910-х годах общество располагалось на 12-й линии Васильевского острова, дом 31а, в 1920-х годах — на Большой Пушкарской улице, дом 50, где работали художественная студия, библиотека, музей и концертный зал, устраивались камерные персональные выставки, читались доклады по вопросам искусства.
В разное время экспонентами Общины художников были И. И. Бродский, П. Д. Бучкин, Г. С. Верейский, А. А. Громов, Н. И. Дормидонтов, А. К. Жаба, А. В. Каплун, М. И. Курилко, Д. И. Митрохин, А. П. Остроумова-Лебедева, М. Г. Платунов, К. И. Рудаков, А. Н. Самохвалов, П. Н. Филонов, Р. Р. Френц, С. В. Чехонин, Б. В. Пестинский и другие известные художники. В 1924 году Община художников становится наиболее массовым творческим объединением Ленинграда. В этот период она во многом выступала с тех же позиций, что и АХРР.
Летом 1930 года «Община художников» объединилась с «Обществом имени А. И. Куинджи», «Обществом живописцев» и «Обществом художников-индивидуалистов» в общество «Цех художников» (1930—1932).